# Wali al Gerf
Wali al Gerf (àrab: وادي الجرف, Wādī al-Garf) és un jaciment a la costa del mar Roig a Egipte, a uns 180 quilòmetres de la ciutat egípcia de Suez. Data de l'època del faraó Keops, el segon rei de la IV dinastia, que va regnar entre el 2589 i el 2566 aC. Ha estat excavat en diverses ocasions des del segle xix, però es desconeixia que fos una zona portuària. Els arqueòlegs creuen que va ser utilitzat com a tal des de finals de la dinastia III o principis de la IV, al voltant del 2650 aC, fet que el converteix en el port artificial més antic del món, amb mil anys més d'antiguitat que qualsevol altre conegut fins avui. A l'interior d'aquest port, s'ha trobat un conjunt de papirs que daten de l'any 27 del regnat de Keops, i són també els més antics trobats a Egipte.
La primera documentació coneguda sobre les antigues estructures portuàries de Wali al Gerf daten del 1832, quan John Gardner Wilkinson va assenyalar la seva existència. Va descobrir una sèrie de galeries tallades a la pedra que creia que eren catacumbes gregues. A la dècada de 1950, un grup d'afeccionats francesos en arqueologia van començar a explorar algunes zones del jaciment, que van anomenar Rod el-Khawaga, però van ser expulsats durant la crisi de Suez del 1956. Les seves notes es van publicar el 2008, provocant l’interès per reprendre la feina. L'excavació sistemàtica es va reprendre el 2011 per un equip arqueològic conjunt franco-egipci dirigit per Pierre Tallet (Universitat París IV-La Sorbonne) i Gregory Marouard (The Oriental Institute, Chicago). L'abril de 2013 els arqueòlegs van anunciar el descobriment d'un antic port i desenes de papirs a la zona.